# Ellipteroides gracilis
Ellipteroides gracilis är en tvåvingeart som först beskrevs av Enrico Adelelmo Brunetti 1918.  Ellipteroides gracilis ingår i släktet Ellipteroides och familjen småharkrankar. Inga underarter finns listade i Catalogue of Life.